# 85. додела Оскара
85. додела Награда америчке Академије за филм (популарно додела Оскара) (енгл. 85th Academy Awards) одржана је 24. фебруара 2013. у театру Долби, у Лос Анђелесу. Домаћин церемоније је био Сет Макфарлејн. Оскара за најбољи филм добио је филм Арго  редитеља Бена Афлека. Најнаграђиванији филм на церемонији био је Пијев живот Анга Лија.

## Номиновани
| Најбољи филм | Најбољи редитељ |
| --- | --- |
| Арго – Грант Хеслов, Џорџ Клуни и Бен Афлек - Љубав – Маргарет Менегоз и Мајкл Кац - Звери јужних дивљина – Џош Пен и Мајкл Готвалд - Јадници – Ерик Фелнер, Дебра Хејворд и Камерон Макинтош - Пијев живот – Гил Нетер, Дејвид Вомарк и Анг Ли - 00:30 – Тајна операција – Кетрин Бигелоу, Меган Елисон и Марк Боул - Линколн – Кетлин Кенеди и Стивен Спилберг - Ђангова освета – Стејси Шер и Реџиналд Хадлин - У добру и у злу – Дона Џиљоти, Брус Коен и Џонатан Гордон | Анг Ли – Пијев живот - Бен Зејтлин – Звери јужних дивљина - Стивен Спилберг – Линколн - Дејвид О. Расел – У добру и у злу - Михаел Ханеке – Љубав |
| Најбољи главни глумац | Најбоља главна глумица |
| Данијел Деј-Луис – Линколн као Абрахам Линколн - Хју Џекман – Јадници као Жан Валжан - Бредли Купер – У добру и у злу као Пет - Хоакин Финикс – Учитељ као Фреди - Дензел Вошингтон – Лет као Вип Витакер | Џенифер Лоренс – У добру и у злу као Тифани - Џесика Частејн – 00:30 – Тајна операција као Маја - Емануел Рива – Љубав као Ен Лорен - Квеванзане Волис – Звери јужних дивљина као Хашпапи - Наоми Вотс – Немогуће као Марија |
| Најбољи споредни глумац | Најбоља споредна глумица |
| Кристоф Валц – Ђангова освета као Кинг Шулц - Томи Ли Џоунс – Линколн као Тадеус Стивенс - Алан Аркин – Арго као Лестер - Роберт де Ниро – У добру и у злу као Пет Старији - Филип Симор Хофман – Учитељ као Ланкастер Дод | Ен Хатавеј – Јадници као Фантин - Џеки Вивер – У добру и у злу као Долорес - Сали Филд – Линколн као Мери Тод Линколн - Хелен Хант – Сеансе као Шерил - Ејми Адамс – Учитељ као Пеги Дод |
| Најбољи оригинални сценарио | Најбољи адаптирани сценарио |
| Ђангова освета – Квентин Тарантино - Љубав – Михаел Ханеке - 00:30 Тајна операција – Марк Боул - Лет – Џон Гетинс - Краљевство излазећег месеца – Вес Андерсон и Роман Копола | Арго – Крис Терио - Линколн – Тони Кушнер - Пијев живот – Дејвид Маги - Звери јужних дивљина – Луси Алибар и Бен Зејтлин - У добру и у злу – Дејвид О. Расел |
| Најбољи анимирани филм | Најбољи страни филм |
| Храбра Мерида – Марк Ендруз и Марта Чапман - Франкенштајнчић – Тим Бертон - ПараНорман – Сем Фел и Крис Батлер - Пирати: Банда неприлагођених – Питер Лорд - Разбијач Ралф – Рич Мур | Љубав (Аустрија) на француском – Михаел Ханеке - Краљевска афера (Данска) на енглеском, немачком, француском и данском – Николај Арсел - Кон-Тики (Норвешка) на енглеском, норвешком, француском и шведском – Хоаким Ронинг и Еспен Сандберг - War Witch (Канада) на лингали и француском – - Не (Чиле) на шпанском – Пабло Ларен |
| Најбољи документарни филм | Најбољи кратки документарни филм |
| | |
| Најбољи кратки играни филм | Најбољи кратки анимирани филм |
| | |
| Најбоља музика | Најбоља песма |
| Пијев живот – Мајкл Дејна - Ана Карењина – Дарио Маријанели - Арго – Александер Депла - Линколн – Џон Вилијамс - Skyfall – Томас Њуман | „Skyfall“ из Skyfall – Адел и Пол Епворт - из – Џ. Ралф - „“ из Тед – Волтер Марфи и Сет Макфарлејн - из Пијев живот – Мајкл Дејна Бомбај Џајашри - из Јадници – Колд-Мишел Шунберг и Херберт Крецер |
| Најбоља монтажа звука | Најбољи микс звука |
| Skyfall – Пер Халберг и Карен Бејкер Ландерс 00:30 – Тајна операција – Пол Н. Џ. Отосон - Арго – Ерик Адал - Ђангова освета – Вајли Стејтман - Пијев живот – Филип Стоктон | Јадници – Енди Нелсон, Марк Петерсон и Сајмон Хејз - Арго – Џон Рајц, Грег Рудолф Gregg Rudloff и Хосе Антонио Гарција - Пијев живот – Рон Бартлет, Д. М. Хемфил и Дру Кунин - Линколн – Енди Нелсон - Skyfall – Скот Милан, Грег Расел и Стјуарт Вилсон                                                                          |
| Најбоља сценографија | Најбоља камера |
| Линколн – Рик Картер и Џим Ериксон - Ана Карењина – Сара Гринвуд и Кејти Спенсер - Пијев живот – Дејвид Гропман и Ана Пинок - Хобит: Неочекивано путовање – Ден Хена, Ра Винсент и Сајмон Брајт - Јадници – Ив Стјуарт и Ана Линч-Робинсон | Пијев живот – Клаудио Миранда - Линколн – Јануш Камински - Ана Карењина – Шејмус Макгарви - Ђангова освета – Роберт Ричардсон - Skyfall – Роџер Дикинс |
| Најбоља шминка и фризура | Најбоља костимографија |
| Јадници – Лиза Весткот и Џули Дартнел - Хичкок – Хауард Бергер и Мартин Самјуел - Хобит: Неочекивано путовање – Питер Свордс Кинг и Тами Лејн | Ана Карењина – Жаклин Дјуран - Јадници – Пако Делгадо - Линколн – Џоана Џонстон - Огледалце, огледалце – Еико Ишиока - Снежана и ловац – Колин Етвуд |
| Најбоља монтажа | Најбољи визуелни ефекти |
| Арго – Вилијам Голденберг - У добру и у злу – Џеј Кесиди и Криспин Стратерс - Линколн – Мајкл Кан - Пијев живот – Тим Сквајрес - 00:30 – Тајна операција – Вилијам Голденберг | Пијев живот – Бил Вестенхофер и Доналд Р. Елиот - Хобит: Неочекивано путовање – Џо Летери и Дејвид Клејтон - Осветници – Јанек Сирс, Џеф Вајт и Гај Вилијамс - Прометеј – Ричард Стамерс и Чарли Хенли - Снежана и ловац – Седрик Николас Тројан и Филип Бренан                                                                   |